# Notiosorex cockrumi
Notiosorex cockrumi är en däggdjursart som beskrevs av Baker, O'neill och Mcaliley 2003. Notiosorex cockrumi ingår i släktet Notiosorex och familjen näbbmöss. IUCN kategoriserar arten globalt som livskraftig. Inga underarter finns listade i Catalogue of Life.
Arten blir 52 till 61 mm lång (huvud och bål), har en 19 till 27 mm lång svans och väger 3 till 6,3 g. Håren på ovansidan har mörka gråbruna och ljusa rosa avsnitt vad som ger pälsen en gråaktig färg. Vid buken är pälsen ljusgrå till vit. Hela svansen har samma färg som ryggen. Jämförd med andra arter av samma släkte har Notiosorex cockrumi korta klor vid fötterna.
Denna näbbmus förekommer i södra Arizona (USA) och i norra Mexiko. Den vistas i regioner som ligger 650 till 1200 meter över havet. Habitatet utgörs av gräsmarker eller halvöknar med flera buskar. Födan utgörs främst av insekter.